# مضمار آخر (رواية)
رواية مضمار آخر (بالإنجليزية: A Different Turf)‏ هي رواية للكاتب الأسترالي جون كليري. نشرت عام 1997. الكتاب الرابع عشر الذي يضم محقق سيدني سكوبي مالون.